# Chapelle Notre-Dame de la Trinité de Cluis
Pour les articles homonymes, voir Notre-Dame.
La chapelle Notre-Dame de la Trinité de Cluis est une chapelle catholique française. Elle est située sur le territoire de la commune de Cluis, dans le département de l'Indre, en région Centre-Val de Loire.

## Situation
La chapelle se trouve dans la commune de Cluis, au sud du département de l'Indre, en région Centre-Val de Loire. Elle est située dans la région naturelle du Boischaut Sud. L'église dépend de l'archidiocèse de Bourges, du doyenné du Boischaut Sud et de la paroisse de Neuvy-Saint-Sépulchre.

## Toponymie
Cette chapelle est située à la limite des anciennes paroisses de Cluis-Dessus et Cluis-Dessous. Elle se trouve entre les anciennes mottes féodales (XIe siècle) et la forteresse de Cluis-Dessous un peu plus récente.

## Histoire
Dans cette chapelle, se trouvait une jolie statue en marbre blanc de Paros de la Vierge (XIVe siècle), très honorée à Cluis sous le nom de Notre-Dame de la Trinité.
Une légende raconte que la chapelle aurait été bâtie par une châtelaine de la famille des Chauvigny, après la fin d'une grande famine à la fin de la Guerre de Cent Ans. La piété des habitants réussit à la soustraire aux atteintes des protestants qui brûlèrent la chapelle en 1569, et aux atteintes des jacobins en 1793. La chapelle fut rebâtie aussitôt après l’incendie des mercenaires allemands. Elle a été ensuite réparée vers 1882 avec le rajout d'un petit clocher octogonal. Auparavant la cloche était suspendue dans un étroit clocher-mur, qui s'élevait au-dessus de la façade.
Chaque année, le jour de la Sainte Trinité, a lieu un pèlerinage sous la forme d’une grande procession.

## Description
Ce petit édifice est formé d'une seule nef, couvert par une jolie charpente en coque de bateau retourné.